# Numeració armènia
El sistema de numeració armènia és un sistema de numeració històric creat utilitzant les lletres majúscules de l'alfabet armeni.
No té notació pel nombre zero en el sistema antic, i els valors numèrics per a cada lletra individual se sumen per obtenir la quantitat global. Els principis d'aquest sistema de numeració són els mateixos que per a l'antiga numeració grega i numeració hebrea. En armeni modern és usada la numeració aràbiga. La numeració armènia és usada si fa no fa com la numeració romana en les llengües occidentals, és a dir per exemple Գարեգին Բ. significa Garegin II i Գ. գլուխ significa Capítol III.
Atès que no tots els navegadors de web poden visualitzar l'Unicode de les lletres de l'alfabet armeni, la transliteració (REArm) és mostrada.
| Armeni | Transliteració | Arabic |
| ------ | -------------- | ------ |
| Ա      | A              | 1      |
| Բ      | B              | 2      |
| Գ      | G              | 3      |
| Դ      | D              | 4      |
| Ե      | E / YE         | 5      |
| Զ      | Z              | 6      |
| Է      | É              | 7      |
| Ը      | Ě (Ə/ə)        | 8      |
| Թ      | T‘             | 9      |
| Ժ      | Ž              | 10     |
| Ի      | I (Ē)          | 20     |
| Լ      | L              | 30     |
| Խ      | X (KH)         | 40     |
| Ծ      | C ('tDZ)       | 50     |
| Կ      | K'             | 60     |
| Հ      | H              | 70     |
| Ձ      | DZ             | 80     |
| Ղ      | GH             | 90     |
| Ճ      | Č ('TCH)       | 100    |
| Մ      | M              | 200    |
| Յ      | Y              | 300    |
| Ն      | N              | 400    |
| Շ      | Š (SH)         | 500    |
| Ո      | O / V          | 600    |
| Չ      | Č‘ (CH)        | 700    |
| Պ      | P'             | 800    |
| Ջ      | J'             | 900    |
| Ռ      | RR             | 1000   |
| Ս      | S              | 2000   |
| Վ      | V              | 3000   |
| Տ      | T'             | 4000   |
| Ր      | `R             | 5000   |
| Ց      | C‘ (TS)        | 6000   |
| Ւ      | Y / I / V (H)  | 7000   |
| Փ      | P              | 8000   |
| Ք      | K              | 9000   |

Les dues últimes lletres de l'alfabet armeni, "o" (Օ) and "fe" (Ֆ) van ser afegides a l'alfabet armeni més tard de què es fes extensiu la numeració aràbiga, per facilitar la transliteració a altres llenguatges. Per aquesta raó aquestes dues grafies no tenen assignats valors numèrics.

## Algorisme
Els nombres en la numeració armènia s'obtenen per simple addició. La numeració armènia s'escriu d'esquerra a dreta (com en el llenguatge armeni). De totes maneres l'ordre dels nombres és irrelevant, ja que només necessita una suma, per convenció s'escriu en ordre decreixent del seu valor numèric..
Exemples:
- ՌՋՀԵ = 1975 = 1000 + 900 + 70 + 5
- ՍՄԻԲ = 2222 = 2000 + 200 + 20 + 2
- ՍԴ = 2004 = 2000 + 4
- ՃԻ = 120 = 100 + 20
- Ծ = 50